# Andesia barilochensis
Andesia barilochensis is een vlinder uit de familie van de uilen (Noctuidae). De wetenschappelijke naam van de soort is voor het eerst geldig gepubliceerd in 1996 door Angulo & de Bros.